# Runa Førde
Runa Førde  (Oslo, 24 de febrero de 1933 – 28 de julio de 2017) fue una pintora e ilustradora noruega.
Hija de Inger Else Johanne Steenberg y Sverre Førde, estudió en la Academia Nacional Noruega de la Artesanía y la Industria Artística y en la Academia Nacional Noruega de Bellas Artes. Fue la ilustradora de numerosos libros de educación básica en Noruega. Está representada en la Galería Nacional, Riksgalleriet, la Galería Nacional de Dinamarca y en galerías de Beijing y las Islas Faroe.